# Leslie Jones
Annette (Leslie) Jones (Memphis, 7 september 1967) is een Amerikaanse komiek en actrice die van 2014 tot 2019 castlid en schrijver was van Saturday Night Live. Jones was een prominente artiest op het Just for Laughs-festival in Montreal en het Aspen Comedy Festival. In 2010 werd haar comedyspecial, Problem Child, uitgezonden op Showtime. Jones speelde in Ghostbusters (2016) als Patty Tolan. In 2017 en 2018 werd Jones genomineerd voor een Primetime Emmy Award voor beste vrouwelijke bijrol in een komische serie voor haar werk op Saturday Night Live.
In 2017 werd Jones door Time Magazine uitgeroepen tot een van de 100 meest invloedrijke mensen ter wereld.

## Jonge jaren
Jones werd geboren op 7 september 1967 in Memphis, Tennessee. Ze had een jongere broer, Rodney Keith Jones (1971-2009). Haar familie verhuisde naar Los Angeles, toen haar vader een baan kreeg bij Stevie Wonders radiostation, KJLH, als elektronica-ingenieur. Jones ging naar de middelbare school in Lynwood, Californië, waar ze ook basketbal speelde; haar vader stelde voor dat ze de sport zou spelen omdat ze 1,80 meter lang is.
Jones ging naar Chapman University met een basketbalbeurs. Hoewel ze aanvankelijk niet zeker wist wat ze wilde studeren, werkte Jones als diskjockey bij het studentenradiostation, KNAB, en overwoog om in het buitenland professioneel basketbal te spelen. Toen haar coach, Brian Berger, Chapman in 1986 verliet voor de baan als hoofdcoach aan de Colorado State University, volgde Jones hem. Eenmaal in de staat Colorado overwoog Jones om een pre-law diploma te behalen maar veranderde verschillende keren van major, onder meer een tijdje naar boekhouding en informatica, voordat ze besloot tot major in communicatie.

## Carrière

### Saturday Night Live
In december 2013 hield Saturday Night Live een casting om ten minste één Afro-Amerikaanse vrouw aan de show toe te voegen, en Jones deed auditie. Voordat zij werd gevraagd om auditie te doen, had Jones kritiek op de show en zei zij dat de show, en vooral castlid Kenan Thompson, "niet grappig" was. Sasheer Zamata werd toegevoegd als een featured-speler, terwijl Jones en LaKendra Tookes werden ingehuurd als schrijvers. Jones verscheen tijdens het Weekend Update-segment van de aflevering van 3 mei 2014, gepresenteerd door Andrew Garfield, waar haar grappen over haar huidige datingproblemen en haar potentiële effectiviteit als broedslaaf tot controverse leidden.
Jones verscheen in de eerste en derde aflevering van het 40e seizoen, respectievelijk gepresenteerd door Chris Pratt en Bill Hader. Op 20 oktober 2014 werd Jones gepromoveerd tot de cast als een featured speler en maakte haar officiële debuut in de aflevering van 25 oktober 2014, gepresenteerd door Jim Carrey. Ze werd, op 47-jarige leeftijd, de oudste persoon die als castlid aan de show deelnam (ouder dan Michael McKean en George Coe, die 46 waren toen ze respectievelijk in 1994 en 1975 bij de show kwamen). De toevoeging van Jones markeerde de eerste keer in de geschiedenis van SNL dat de cast van de show meer dan één Afro-Amerikaanse vrouw omvatte; bovendien had het 40ste seizoen tot nu toe de meeste Afrikaans-Amerikaanse castleden.
In 2017 en 2018 werd Jones genomineerd voor de Primetime Emmy Award voor beste vrouwelijke bijrol in een komische serie voor haar werk aan SNL.
Jones keerde niet terug in het 45e seizoen, waardoor het 44e seizoen haar laatste seizoen was.

### Film
In 2006 verscheen Jones in de film Repos van Master P.
In 2014 verscheen Jones in de regiefilm van Chris Rock, Top Five.
In 2015 verscheen Jones in het Judd Apatow en Amy Schumer- project, Trainwreck ; Naar verluidt schreven Apatow en Schumer een deel speciaal voor Jones nadat ze haar in de Top Vijf hadden zien draaien.
In 2016 speelde ze in de reboot Ghostbusters als Patty Tolan, naast Melissa McCarthy, Kristen Wiig en Kate McKinnon.
Jones verscheen in Coming 2 America naast Tracy Morgan, Rick Ross en KiKi Layne. De film is een vervolg op Coming to America, met in de hoofdrol Eddie Murphy.
Ze is sinds 2017 lid van de Academy of Motion Picture Arts and Sciences in the Actors Branch.

### Olympische verslaggeving
Tijdens de Olympische Zomerspelen 2016 in Rio de Janeiro, Brazilië, twitterde Jones regelmatig bij evenementen en plaatste ze video's van haar reacties. Enthousiasme voor Jones' commentaar groeide, en er verschenen artikelen zoals 'Kijken naar Leslie Jones terwijl ze naar de Olympische Spelen kijkt is beter dan de werkelijke Olympische Spelen' in The Huffington Post. Televisieproducent Mike Shoemaker, een van Jones' Twitter-volgers, tweette dat zijn vriend Jim Bell, NBC's uitvoerend producent van de berichtgeving over de Olympische Spelen van het netwerk, Jones zou moeten toevoegen aan NBC's team van commentatoren over de Spelen. Bell reageerde de volgende dag op Twitter en vroeg Jones om zich bij NBC in Rio de Janeiro aan te sluiten. Ze accepteerde en vloog naar Rio de Janeiro, waar ze verslag uitbracht over zwemmen, atletiek, gymnastiek en beachvolleybal voor NBC.
Jones hernam haar taken op de Olympische Winterspelen van 2018 in Zuid-Korea.

### Andere projecten
Jones en collega-komiek Adam DeVine verschenen in 2016 in een advertentiecampagne voor Allstate Insurance, gemaakt door Leo Burnett Worldwide.
Jones was gastvrouw van de BET Awards op 25 juni 2017. Dit markeerde haar hostingdebuut.
In 2018 verscheen Jones in twee advertenties voor Echo Spot van Amazon.
In 2020 organiseerde Jones een reboot van Supermarket Sweep. Er waren 10 afleveringen. Het is niet bekend of de show wordt verlengd voor 2021.

## Invloeden
Jones heeft als haar komische invloeden Eddie Murphy, Richard Pryor, Carol Burnett, Lucille Ball, John Ritter, en Whoopi Goldberg genoemd.

## Privéleven
Jones is een fan van het MLS-team Seattle Sounders FC.

### Online aanvallen en intimidatie
Na de release van Ghostbusters (2016) werd Jones het onderwerp van racistische en vrouwonvriendelijke aanvallen op Twitter. De site reageerde door actie te ondernemen tegen verschillende gebruikers, wat resulteerde in het permanent verbannen van gebruiker en Breitbart- redacteur Milo Yiannopoulos, die Jones had omschreven als "nauwelijks geletterd".
Omdat racistische opmerkingen bleef ontvangen, stopte Jones tijdelijk met Twitter op 18 juli 2016. Ze verscheen later in de week op Late Night with Seth Meyers, waar ze de beproeving en haar ontmoeting met Twitter-CEO Jack Dorsey besprak. In reactie op de bewering van Yiannopoulos dat hij het doelwit was omdat hij een "homoseksuele conservatief" was, stelde Jones dat "haatzaaiende uitlatingen en vrijheid van meningsuiting twee verschillende dingen zijn."
Bijna een maand later werd Jones opnieuw het slachtoffer van online intimidatie. Haar persoonlijke website werd gehackt en de inhoud ervan werd vervangen door foto's van haar rijbewijs en paspoort. De site werd gewijzigd om vermeende naaktfoto's van Jones weer te geven, evenals een videoboodschap aan Harambe, een gorilla in de dierentuin van Cincinnati die in mei 2016 was gedood (een verwijzing naar de racistisch geladen gorilla-opmerkingen die Jones tijdens de eerdere aanval naar het hoofd waren geslingerd). Het team van Jones heeft de website uitgeschakeld kort nadat deze was gehackt.
Beide incidenten leidden tot grote publieke steun van beroemdheden en support van fans, via de hashtag #LoveForLeslieJ, die zowel op Twitter als Instagram populair was. Paul Feig, Gabourey Sidibe, Ellen DeGeneres, Sara Benincasa, Ava DuVernay, Hillary Clinton, Corey Taylor, Katy Perry, Octavia Spencer, Anna Kendrick, Lena Dunham, en Loni Love toonden allemaal hun solidariteit met Jones. Ze reageerde later op de hacks in de aflevering van Saturday Night Live van 22 oktober 2016.

## Filmografie

### Film
| Jaar | Film titel                                           | Rol                    | Opmerkingen                             |
| ---- | ---------------------------------------------------- | ---------------------- | --------------------------------------- |
| 1999 | For Love of the Game                                 | (niet genoemd)         | [ 44 ]                                  |
| 2003 | Nationale veiligheid                                 | Britney                |                                         |
| 2006 | Repos                                                | Lay La                 | Gecrediteerd als Annette Jones          |
| 2007 | Gangsta Rap: The Glockumentary                       | Mamma Du Rag           | Gecrediteerd als Annette "Leslie" Jones |
| 2008 | Internet Dating                                      | Too Sweett Jones       |                                         |
| 2010 | Something Like a Business                            | Vanity                 |                                         |
| 2010 | Lottery Ticket                                       | Tasha                  |                                         |
| 2010 | The Company We Keep                                  | Beverly Blue           |                                         |
| 2012 | House Arrest                                         | Boss Lady              |                                         |
| 2012 | Christmas in Compton (aka One Bad Christmas)         | Tiny                   |                                         |
| 2014 | Top Five                                             | Lisa                   |                                         |
| 2014 | Kony Montana (aka Michael Blackson is Kony Montana ) | Fufu                   |                                         |
| 2015 | We are Family                                        | Leslie (The Driver)    |                                         |
| 2015 | Trainwreck                                           | Angry Subway Patron    |                                         |
| 2016 | Ghostbusters (2016)                                  | Patricia "Patty" Tolan |                                         |
| 2016 | Sing                                                 | Meena's moeder         | Stem                                    |
| 2016 | Masterminds                                          | FBI-agent Scanlon      |                                         |
| 2019 | The Angry Birds Movie 2                              | Zeta                   | Stem                                    |
| 2021 | Coming 2 America                                     | Mary Junson            |                                         |

### Televisie
| Jaar    | Titel                                                     | Rol                                        | Opmerkingen                                                                         |
| ------- | --------------------------------------------------------- | ------------------------------------------ | ----------------------------------------------------------------------------------- |
| 1996    | In The House                                              | Vrouwelijke basketbalspeler (niet genoemd) | Aflevering: "Hoop Screams".                                                         |
| 1997    | Coach                                                     | (niet genoemd)                             | Aflevering: "Het is een moerasding".                                                |
| 2001-02 | The Way We Do It                                          | Diverse                                    |                                                                                     |
| 2004    | Girlfriends                                               | Mabel                                      | Aflevering: "Love, Peace and Hair Grease". Gecrediteerd als Leslie.                 |
| 2007    | Mind of Mencia                                            | Verpleegster Brownsugar / Bodyguard        | 2 afleveringen                                                                      |
| 2007    | American Body Shop                                        | Roshanda Washington                        | Aflevering: "Fluids"                                                                |
| 2010    | Chelsea Lately                                            | Zelf (rondetafelgesprek panellid)          | Aflevering: "Crispin Glover"                                                        |
| 2010    | Problem Child: Leslie Jones (aka Big Les: Problem Child ) | Haarzelf                                   | Showtime stand-upcomedy special.                                                    |
| 2012    | Daddy Knows Best                                          | Boze vrouw                                 | Aflevering: "Taser"                                                                 |
| 2013    | Sullivan & Son                                            | Bobbie                                     | Aflevering: "Acceptatie"                                                            |
| 2013    | See Dad Run                                               | Beveiligingsagent                          | Aflevering: "See Dad Be Normal ... ish"                                             |
| 2013    | The League                                                | Stand Up student                           | Aflevering: "The Bringer Show"                                                      |
| 2014–19 | Saturday Night Live                                       | Diverse                                    | Castlid en schrijver                                                                |
| 2014    | Workaholics                                               | Lynette                                    | Aflevering: "The One Where the Guys Basketball Play and Do the Friends Title Thing" |
| 2015    | The Awesomes                                              | Silent But Deadly                          | Stem, aflevering: "The Final Showdown"                                              |
| 2016    | The Blacklist                                             | Inwoner                                    | Aflevering: "Lady Ambrosia"                                                         |
| 2018    | Kevin (Probably) Saves the World                          | Cindy                                      | Aflevering: "The Right Thing"                                                       |
| 2020    | Supermarkt Sweep                                          | Gastvrouw                                  |                                                                                     |
| 2020    | RuPaul's Drag Race                                        | Haarzelf                                   | Aflevering: The Ball Ball                                                           |
| 2020    | RuPaul's Drag Race: Untucked                              | Haarzelf                                   | Aflevering: The Ball Ball                                                           |
| 2020    | Death to 2020                                             | Dr. Maggie Gravel                          | Televisie speciaal                                                                  |
| 2021    | Celebrity Wheel of Fortune                                | Haarzelf                                   | Aflevering: "Leslie Jones, Chandra Wilson en Tony Hawk"                             |